# Gamal el-Din Sabri
Gamal el-Din Mahmoud el-Leissy Sabri (in arabo جمال الدين صبرى‎?; Il Cairo, 21 giugno 1915 – ...) è stato un cestista egiziano.

## Carriera
Con l'Egitto ha disputato i Giochi olimpici di Berlino 1936 e quelli di Londra 1948.